# Gimnasio Hermógenes Lizana
El Gimnasio Hermógenes Lizana es un estadio cubierto ubicado en la ciudad de Rancagua, Región del Libertador Bernardo O'Higgins, en Chile. Es el gimnasio más grande e importante de la ciudad rancagüina, y en el año 1980 fue sede del Campeonato Sudamericano de Voleibol Femenino Sub-20. Actualmente recibe partidos de futsal de O'Higgins de Rancagua, eventos deportivos de la Universidad de O'Higgins y también ha sido utilizado para amistosos de la selección de vóleibol de Chile en sus categorías masculina y femenina.  
El gimnasio lleva el nombre de Hermógenes Lizana Farías, reconocido dirigente deportivo de la ciudad, expresidente de la Asociación de fútbol de Rancagua.

## Complejo deportivo
Dentro de las dependencias del gimnasio, se encuentran otros sectores deportivos o administrativos en los que se practican deportes como el tenis, hockey patín o la gimnasia artística, como también el manejo dirigencial deportivo de la región. 
- Centro de Entrenamiento Regional - CER Rancagua - (gimnasia artística)
- Edificio de la Dirección Regional de Instituto Nacional de Deportes de Chile [4]
- Asociación de Tenis O'Higgins (2 canchas de tenis de arcilla) [5]
- Patinódromo (hockey patín)
- Canchas de futsal descubierto (2 canchas)

## Eventos importantes
El gimnasio ha sido escenario de conciertos de artistas como Chancho en Piedra, Mon Laferte (Amárrame Tour), Zalo Reyes, Rojo fama contra fama, entre otros.
En lo deportivo, el gimnasio fue sede del Campeonato Sudamericano de Voleibol Femenino Sub-20 en el año 1980, en el cual se consagró como campeonas la selección femenina de voleibol del Perú, con presencia de la estrella peruana Cecilia Tait, quien fuera después finalista en el Campeonato Mundial de Voleibol Femenino de 1982.

### Partidos internacionales amistosos
Ha albergado dos partidos internacionales amistosos de la FIVB, uno masculino y otro femenino de la selección de vóleibol de Chile. 
- Resultados

| Fecha      | Hora  | Partido¹  | Partido¹ | Partido¹          | Res.  | Set 1 | Set 2 | Set 3 | Set 4 | Set 5 | Total     |
| ---------- | ----- | --------- | -------- | ----------------- | ----- | ----- | ----- | ----- | ----- | ----- | --------- |
| 22/05/2019 | 20:00 | Chile (M) | –        | Portugal (M)      | 2 – 3 | 19-25 | 25-21 | 22-25 | 28–26 | 15–17 | 109 – 114 |
| 27/06/2023 | 20:00 | Chile (F) | –        | Nueva Zelanda (F) | 3 – 0 | 25-12 | 25-10 | 25-16 | –     | –     | 75 – 38   |